# Epimedium dewuense
Epimedium dewuense là một loài thực vật có hoa trong họ Hoàng mộc. Loài này được S.Z.He, Probst & W.F.Xu mô tả khoa học đầu tiên năm 2003.